# (9913) Humperdinck
(9913) Humperdinck (4071 T-3) – planetoida z pasa głównego asteroid okrążająca Słońce w ciągu 3,46 lat w średniej odległości 2,29 j.a. Odkryta 16 października 1977 roku.